# Nowa Fundlandia (kolonia)
Kolonia Nowej Fundlandii (ang. Colony of Newfoundland) – brytyjska kolonia w Ameryce Północnej, istniejąca w latach 1583–1907 i przekształcona w Dominium Nowej Fundlandii.